# Ligne de Saint-Cloud à Saint-Nom-la-Bretèche - Forêt-de-Marly
Vous lisez un « article de qualité » labellisé en 2014.
La ligne de Saint-Cloud à Saint-Nom-la-Bretèche est une ligne de chemin de fer française à double voie d'une longueur de quinze kilomètres. Elle relie la gare de Saint-Cloud, dans le département des Hauts-de-Seine, à celle de Saint-Nom-la-Bretèche - Forêt de Marly dans le département voisin des Yvelines, en région Île-de-France. Située sur les hauteurs de la banlieue ouest de Paris, d'où elle domine la vallée de la Seine, la ligne possède un tracé sinueux et comporte une succession d'ouvrages d'art.
Ouverte en 1884 par la Compagnie des chemins de fer de l'Ouest, électrifiée par troisième rail en 1931, puis par caténaire 25 kV en 1977 et 1978, elle est uniquement parcourue par des trains de banlieue en provenance ou à destination de la gare Saint-Lazare à Paris, et forme une branche de la ligne L du Transilien. La ligne se débranche à Saint-Cloud de la ligne de Paris-Saint-Lazare à Versailles-Rive-Droite, seconde ligne de chemin de fer ouverte au départ de Paris dès 1839, et la relie à la ligne de la grande ceinture de Paris.
Elle constitue la ligne no 974 000 du réseau ferré national.

## Histoire

### Chronologie
- 5 mai 1884 : ouverture de la ligne de Saint-Cloud à la ligne de la grande ceinture de Paris[1],
- 8 juillet 1889 : ouverture du raccordement nord dit du « Jouet-d'Eau » vers la ligne de Grande Ceinture[2],
- 15 mai 1931 : électrification par troisième rail, alimenté en 650 V continu[3],
- 15 septembre 1977 : électrification en 25 kV du tronçon de Saint-Cloud à Garches - Marnes-la-Coquette[4],
- 16 septembre 1978 : électrification en 25 kV du tronçon de Garches - Marnes-la-Coquette à Saint-Nom-la-Bretèche[4].

### Desserte des coteaux de Marly
Le 24 août 1837, la ligne de Paris-Saint-Lazare à Saint-Germain-en-Laye, première ligne de chemin de fer ouverte en Île-de-France, est inaugurée entre Paris et le pont du Pecq, au pied de la ville de Saint-Germain-en-Laye. Moins de deux années plus tard, le 4 août 1839, un embranchement est à son tour inauguré en direction de Versailles, la ligne de Paris-Saint-Lazare à Versailles-Rive-Droite. Les quatre décennies suivantes voient se développer l'essentiel du réseau ferroviaire de la région ; à la fin des années 1870, une ligne de rocade destinée à relier entre elles les différentes lignes au départ de Paris est à son tour mise en œuvre, la ligne de la grande ceinture de Paris dont le tronçon occidental ouvre le 4 septembre 1882 entre Achères et Versailles-Chantiers. Toutefois, la petite région de Marly-le-Roi, située à mi-chemin de Saint-Germain-en-Laye et de Versailles sur les coteaux dominant la Seine, à une vingtaine de kilomètres à l'ouest de Paris, demeure enclavée en l'absence de toute desserte ferroviaire.
La loi du 17 juillet 1879 (dite plan Freycinet) portant classement de 181 lignes de chemin de fer dans le réseau des chemins de fer d’intérêt général retient en no 35, une ligne de raccordement entre la ligne de Grande Ceinture, près l'Étang-la-Ville, et la ligne de Paris à Versailles (Rive-Droite), vers Saint-Cloud. En 1880, un embranchement à la ligne de Paris-Saint-Lazare à Versailles-Rive-Droite est mis en chantier par l'État, afin de desservir les coteaux de Garches, Vaucresson, Louveciennes et Marly-le-Roi et d'assurer leur développement économique. La ligne est déclarée d'utilité publique le 21 juillet 1880,. Ce chemin de fer domine, à distance, la courbe de la Seine à Bougival et rejoint à l'ouest la ligne de la grande ceinture de Paris en direction de Versailles, vers le sud, par un raccordement à double voie dit « de la Route-Rusée ». La construction de ce raccordement établi en remblai est réalisée dans ce sens à la demande de l'armée, afin de permettre l'acheminement des trains militaires de l'ouest vers le nord et l'est dans le cas où l'ennemi couperait la Grande Ceinture plus au nord en forêt de Saint-Germain-en-Laye. La ligne est assez sinueuse et accidentée et présente une multitude d'ouvrages d'art d'importance variée. Mais la construction ne présente toutefois pas de difficultés majeures et s'achève en moins de quatre ans. La ligne est cédée par l'État à la Compagnie des chemins de fer de l'Ouest par une convention signée entre le ministre des Travaux publics et la Compagnie le 17 juillet 1883. Cette convention est approuvée par une loi le 20 novembre suivant. Toutefois, la convention prévoit que l'État achèvera les travaux.
Au début de l'année 1880, les travaux préparatoires sont engagés, avec l'arpentage et le bornage du tracé. Les premières adjudications sont passées à la fin de l'année. Le 26 octobre, la société Zschokke se voit attribuer les fondations et maçonneries du viaduc de Marly, et obtient de l'administration des Ponts-et-Chaussées d'extraire de la pierre meulière en forêt de Marly où elle affleure en quelques endroits. Le 3 mai 1881, l'entreprise parisienne Jorêt se voit adjuger l'édification du tablier métallique, le célèbre constructeur Eiffel, qui avait également soumissionné, n'étant pas retenu. L'entreprise Hachette fils et Driant se voit attribuer la fourniture des tabliers métalliques des ponts tandis que la société des établissements métallurgiques d'Onnaing doit fournir les barrières métalliques des passages à niveau. Enfin, le 6 mars 1883, les entreprises parisiennes de MM. Desmond Arnaud, Dulau Benjamin et Dufraisse Gilbert se voient adjuger le ballastage et la pose des voies. Si le volume de terrassements est assez important, la seule difficulté significative rencontrée se présente lors du forage du tunnel de Louveciennes, où la présence d'une nappe phréatique impose la construction d'un conduit en maçonnerie pour évacuer l'eau.
Les travaux, dirigés par M. Luneau, ingénieur des Ponts-et-Chaussées, et d'un montant total d'environ douze millions de francs, s'achèvent début mai 1884. La ligne compte six points d'arrêt, cinq gares et une halte : les gares sont dotées de bâtiments des voyageurs du type déjà en vigueur sur la ligne de Grande Ceinture. Ces bâtiments sont exécutés selon un plan uniforme, comportant un pavillon central à étage encadré de deux ailes d'un seul niveau. Les gares comportent toutes un petit faisceau de voies destinées à la réception des marchandises, Garches, la plus importante, en possédant cinq. En revanche, la ligne ne comporte aucun embranchement particulier. Il n'existe ni passage souterrain, ni passerelle, et les voyageurs doivent traverser les voies sur un passage en planches sous la surveillance du chef de gare qui assure leur sécurité. La halte de L'Étang-la-Ville, en revanche plus modeste, n'est constituée que d'une maison de garde-barrières dotée d'une annexe pour les voyageurs, également à l'image des haltes de la ligne de Grande Ceinture, et ne possède aucun faisceau de marchandises. Le 5 mai 1884, la ligne est inaugurée et ouverte au trafic. À Marly, le maire organise un buffet dans la gare où le train inaugural, accompagné par la fanfare de Garches, est accueilli, puis salué au départ, par les décharges de mousqueterie de deux petits canons en bronze, donnés comme jouets à Louis XIV enfant, et conservés depuis dans la commune.

### Raccordement duJouet-d'Eau
L'arrêt des trois trains circulaires quotidiens au départ de Paris-Saint-Lazare par L'Étang-la-Ville et Versailles-Chantiers via la ligne de la grande ceinture de Paris, mis en marche seulement durant quelques mois après l'ouverture de la ligne en 1884, transforme la halte de L'Étang-la-Ville en terminus de fait de la ligne. Cependant, cette station ne comporte aucune possibilité de manœuvre et ne se prête pas aux conditions d'un terminus. Le 31 juillet 1885, la compagnie de l'Ouest présente en conséquence un nouveau projet de trains circulaires, cette fois par le nord via Saint-Germain-en-Laye-Grande-Ceinture, puis le 11 octobre 1886, le projet d'un second raccordement à la Grande Ceinture, vers le nord, permettant la mise en marche de ces circulations. Le projet est approuvé le 9 octobre 1888 pour un coût total de 221 700 francs.

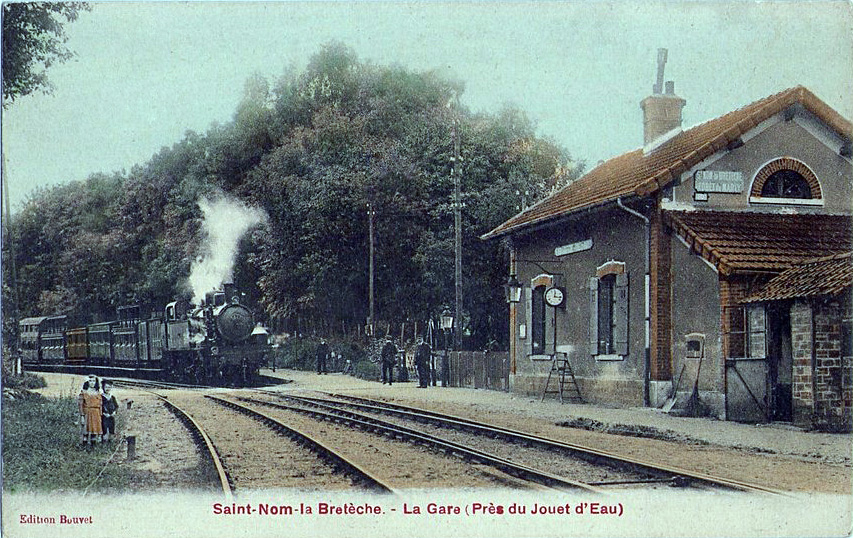
La gare de Saint-Nom-la-Bretèche - Forêt-de-Marly au début du XXe siècle. À quai en provenance de Paris-Saint-Lazare, un train est composé d'un panachage de voitures à compartiment et de voitures à impériales ouvertes et fermées.

Ce raccordement du Jouet-d'Eau, déformation du lieu-dit « Chevaudeau », se sépare de celui de la Route-Rusée à l'embranchement de Haute-Pierre au point kilométrique (PK) 29,442, et se raccorde à la ligne de Grande Ceinture à l'embranchement du Jouet-d'Eau, au PK 30,004. Il comporte deux voies en rayon de 250 mètres et en faible pente d'une valeur de 2,54 ‰. Le 8 juillet 1889, le raccordement nord du Jouet-d'Eau est ouvert à l'exploitation. Ce raccordement permet d'envoyer les trains circulant sur la ligne en direction de la gare de Saint-Germain-en-Laye-Grande-Ceinture, en plus de la direction existante de Versailles-Chantiers. Le 22 décembre suivant, une halte est établie à titre d'essai peu avant l'embranchement du Jouet-d'Eau, la maison du garde-barrières du passage à niveau no 10 au PK 29,899 faisant office de bâtiment des voyageurs.
Le 13 mars 1890, le ministre des Travaux Publics autorise l'établissement d'un point d'arrêt à l'extrémité du raccordement à Saint-Nom-la-Bretèche, au PK 29,908, à la jonction de la ligne de Saint-Cloud et de la ligne de la grande ceinture de Paris, sans abri et sans installations spéciales, et desservi uniquement les dimanches et jours fériés. Le 15 décembre 1890, la compagnie de l'Ouest décide de dénommer ce point d'arrêt « Saint-Nom-la-Bretèche - Forêt-de-Marly »,. En 1884, le Syndicat de Ceinture ayant repris à son compte l'exploitation du tronçon de Versailles à Noisy-le-Sec de la Grande Ceinture, et décidé d'appliquer un péage pour la circulation des trains sur ses voies, la compagnie de l'Ouest décide de transformer sa halte en terminus. Deux quais sont établis de part et d'autre des voies, et deux jonctions créées, mais aucune voie de garage n'est aménagée.
Durant la Première Guerre mondiale, la desserte circulaire via Saint-Germain-en-Laye disparaît en 1915 et ne sera jamais rétablie. L'embranchement du Jouet-d'Eau avec la ligne de la Grande Ceinture est neutralisé en 1929 puis déposé en 1932 ; une voie unique de la jonction, devenue en impasse, est conservée pour le garage de rames. Le raccordement sud de la Route-Rusée en direction de Versailles est quant à lui déclaré sans intérêt stratégique en 1923 ; la voie est déposée et la plate-forme déclassée en 1929. Toutefois, ces deux raccordements sont rétablis une dizaine d'années plus tard lors de la Seconde Guerre mondiale par les Allemands, soucieux de se ménager des itinéraires de secours en direction de la Normandie, par Achères, et de la Bretagne, par Versailles-Chantiers. Le raccordement du Jouet-d'Eau est reposé en 1940, afin de permettre des relations de Paris à Rouen via la Grande Ceinture Ouest, les ponts sur la Seine en proche banlieue ayant fait l'objet de destructions. En 1944, c'est le raccordement de la Route-Rusée qui est à son tour sommairement rétabli, ménageant un itinéraire discret à l'abri de la forêt. Les deux raccordements sont toutefois à nouveau redéferrés après la Libération.

### Électrification de la banlieue ouest
Dès la fin du XIXe siècle, la Compagnie de l'Ouest envisage l'électrification de ses lignes de banlieue. En effet, l'accélération médiocre des locomotives à vapeur ainsi que les inévitables mouvements de locomotives dans les gares terminales, malgré les progrès de l'exploitation, réduisent le débit des lignes. De plus, l'exploitation vapeur de lignes de banlieue au trafic dense amène un déficit croissant. Mais en 1908, la situation financière critique de la Compagnie entraîne son rachat par l'État, qui reprend l'exploitation des lignes le 1er janvier 1909.
L'électrification de la ligne est réalisée progressivement depuis Paris-Saint-Lazare durant les années 1920, avec alimentation en courant continu 650 V par troisième rail, tension portée ultérieurement à 750 V. Sur la ligne de Paris-Saint-Lazare à Versailles-Rive-Droite, le tronçon de Paris à Bécon-les-Bruyères est électrifié le 27 avril 1924 ; puis le reste de la ligne est mis sous tension le 22 juillet 1928. La même année, le block automatique lumineux (BAL) est installé de Saint-Cloud à Garches. Enfin, la ligne de Saint-Cloud à Saint-Nom-la-Bretèche est à son tour mise sous tension le 15 mai 1931.
Cette électrification s'accompagne de plusieurs aménagements : la création d'un terminus partiel de « zone » à Garches, la création de  voies de garage des rames, la création de passages souterrains dans l'ensemble des gares (hormis celle de L'Étang-la-Ville, dotée d'une passerelle) et la généralisation des quais hauts qui facilitent l'accès aux voitures. Toutefois, la ligne ne connaît pas de modifications connexes d'envergure. Mais elle voit surtout son antique matériel à traction vapeur, très critiqué pour son inconfort, remplacé par les rames « Standard » modernes, qui demeurent emblématiques de la banlieue Saint-Lazare durant plus de cinquante ans.
En octobre 1959, un nouvel arrêt est créé sur la ligne au PK 20,694, dénommé « La Châtaigneraie-Beauregard », sur le territoire de la commune de La Celle-Saint-Cloud. Il prend en 1983 le nom de cette commune et la gare suivante de « Bougival - La Celle-Saint-Cloud » devient alors simplement la gare de Bougival. En juin 1962, le block automatique lumineux est étendu de Garches à Saint-Nom-la-Bretèche.

### Réélectrification du groupe II

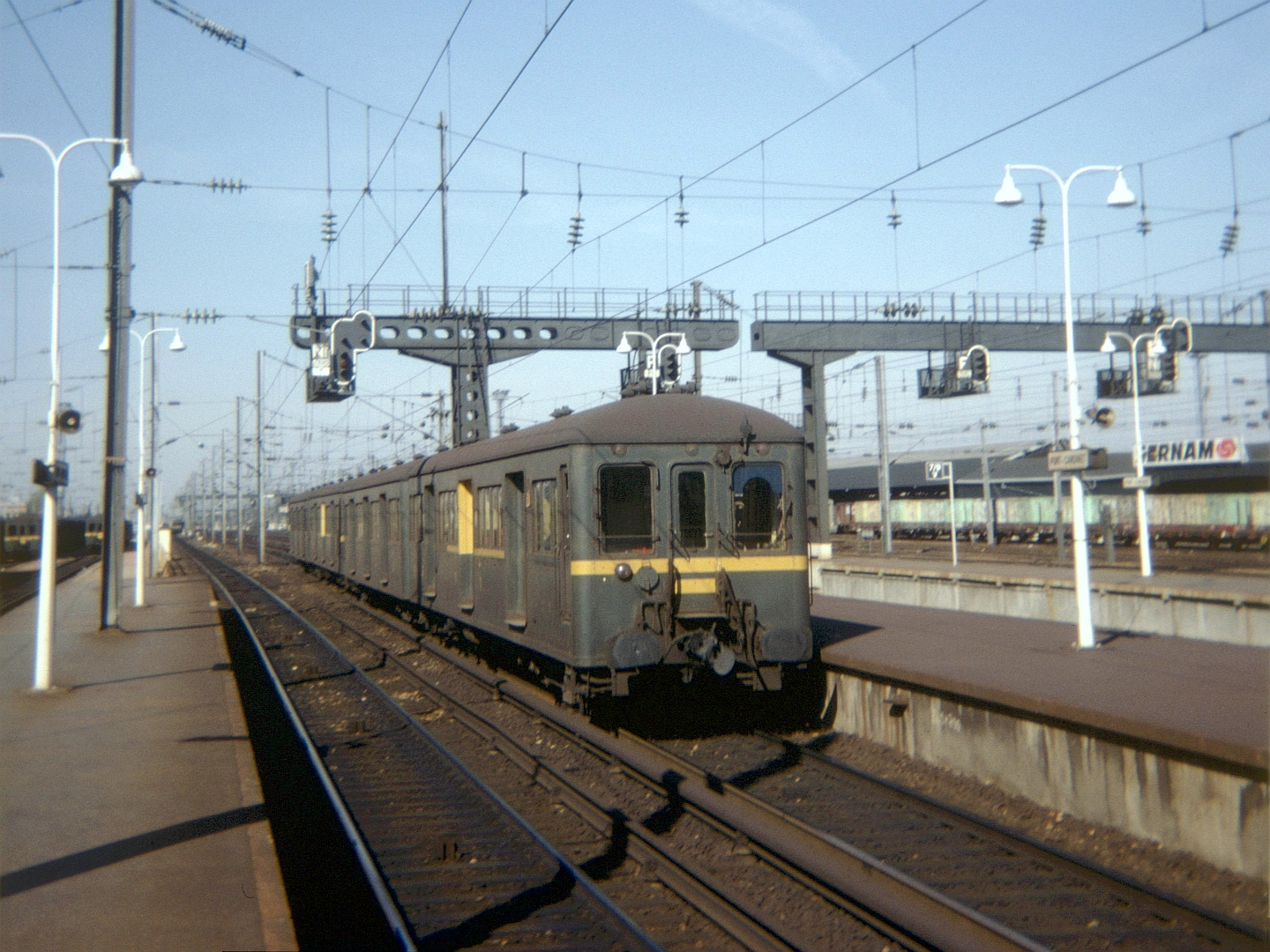
Une rame « Standard » vue à Pont-Cardinet sur les voies du groupe II en septembre 1976. Le rail de contact va bientôt disparaître, remplacé par l'alimentation par caténaire qui est déjà en place.

En 1967, l'électrification de la ligne de Paris-Saint-Lazare à Mantes-Station par Conflans-Sainte-Honorine par caténaire 25 kV entraîne la fin de l'exploitation par troisième rail alimenté en 750 V de Bois-Colombes à Argenteuil. À cette date, trois lignes du réseau Saint-Lazare demeurent encore électrifiées par troisième rail : la ligne de Pont-Cardinet à Auteuil – Boulogne (groupe I), les lignes de Paris-Saint-Lazare à Versailles-Rive-Droite et son antenne de Saint-Nom-la-Bretèche (groupe II) et la ligne de Paris-Saint-Lazare à Saint-Germain-en-Laye (groupe III). Durant les années 1960, la banlieue ouest connaît un important développement démographique provoquant une croissance continue du trafic, la création du quartier de La Défense ne pouvant qu'accélérer ce mouvement. Pourtant, la desserte par des rames standard en fin de vie, alimentées par troisième rail, ne permet pas de proposer une amélioration conséquente de la desserte par zone. De plus, le remplacement du troisième rail, proche de sa limite d'usure, et la rénovation des sous-stations électriques, elles aussi arrivées à leur limite d'âge, entraîneraient des coûts très élevés, hors de proportion avec l'amélioration à prévoir par cette modernisation. Il est donc préféré une ré-électrification en 25 000 volts par caténaire de la ligne de Versailles-Rive-Droite et de son antenne de Saint-Nom-la-Bretèche, à l'image de la conversion progressive à cette tension des autres groupes du réseau.
Les travaux de ré-électrification sont engagés en 1974 et imposent de nombreuses modifications de la ligne : abaissement de 25 à 50 centimètres de la plate-forme dans les tunnels et adaptation, voire reconstruction, de plusieurs ponts routiers pour dégager le gabarit électrification par caténaire, aménagement du plan des voies afin d'améliorer les vitesses limites et l'exploitation, etc. Contrairement à l'électrification de 1931, la physionomie de la ligne est modifiée : les voies de débord, quasiment inutilisées, sont supprimées et laissent place à Marly-le-Roi à un faisceau de garage des rames, et le dégagement du gabarit entraîne plusieurs aménagements : la passerelle Pasteur (PK 17,485) est reconstruite, celle de la gare de la Châtaigneraie-Beauregard (PK 20,640) est relevée, la plate-forme est abaissée au droit des passages supérieurs Brézin (PK 18,012) et de Vaucresson (PK 19,527), et les passages supérieurs Saint-Michel à Bougival (PK 22,706) et de Monval à Marly-le-Roi (PK 26,536) sont démolis puis reconstruits. Par ailleurs, la ligne, longtemps peu entretenue, fait l'objet d'un renouvellement Voie Ballast (RVB). Le tronçon de Saint-Cloud à Garches - Marnes-la-Coquette est mis sous tension le 15 septembre 1977, puis le tronçon Garches à Saint-Nom-la-Bretèche le 16 septembre 1978,.

### Réouverture de la Grande Ceinture Ouest et projetEOLE

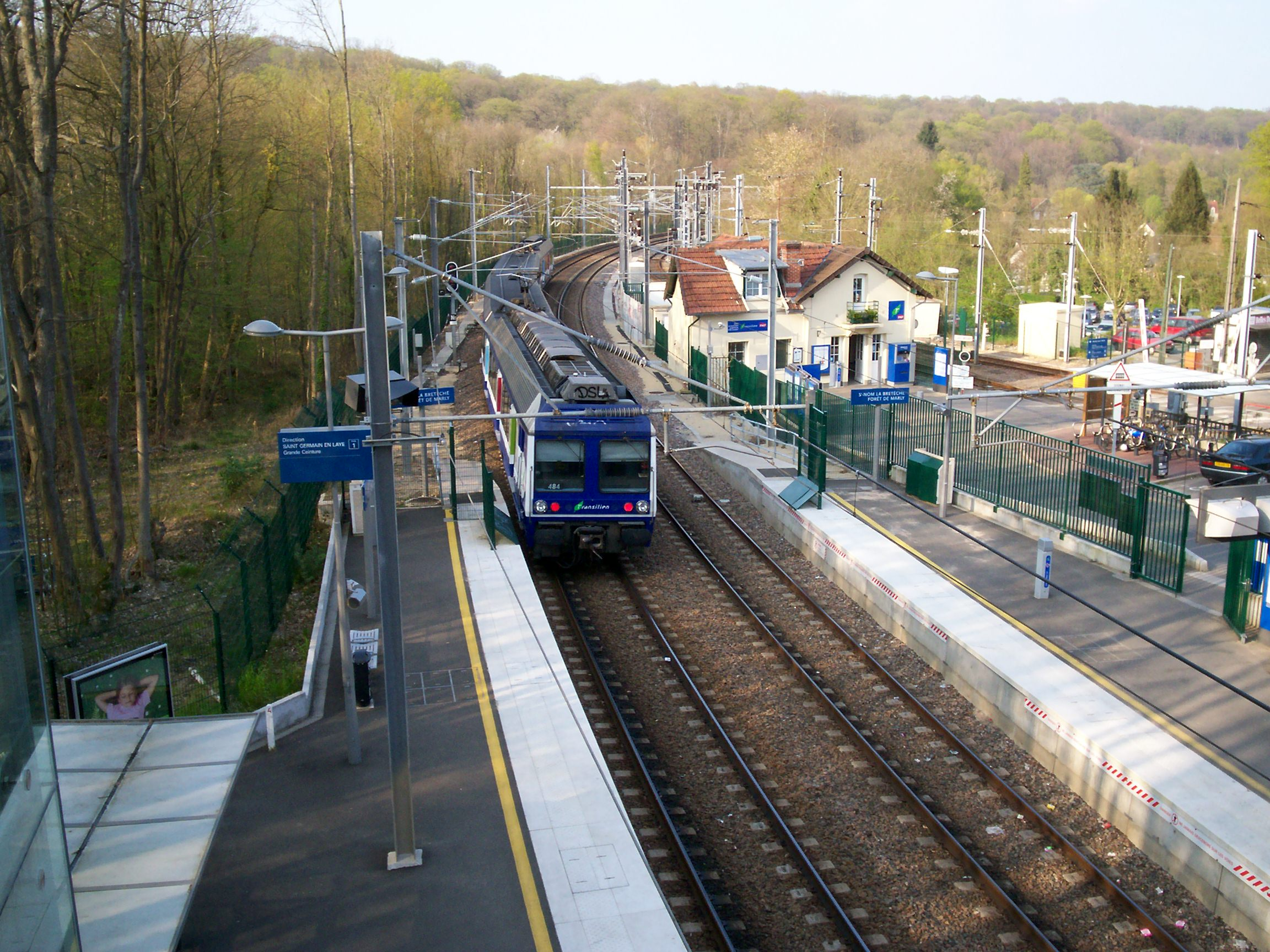
La gare de Saint-Nom-la-Bretèche - Forêt de Marly. À gauche, au premier plan, les voies de la Grande Ceinture, à droite le terminus de la ligne Saint-Cloud - Saint-Nom.

À la fin des années 1980, deux projets concernant la ligne font l'objet d'une enquête d'utilité publique : d'une part, le projet EOLE, rétro-acronyme d’Est-Ouest liaison express, soit la création d'une cinquième ligne du RER reliant les banlieues Est et Ouest de Paris et, d'autre part, la réouverture partielle de la ligne de Grande Ceinture à l'ouest.
Durant les années 1980, la saturation progressive des lignes radiales fait envisager par les pouvoirs publics le développement de lignes transversales en banlieue, dite liaisons tangentielles, afin de soulager les principaux axes de transport. Afin de limiter les coûts, la réutilisation de lignes ferroviaires existantes mais sous-employées ou inutilisées est privilégié : c'est le cas de la ligne de Grande Ceinture à l'Ouest de Paris, qui ne voit presque plus circuler de trains. Première étape d'une grande liaison reliant la ville nouvelle de Cergy-Pontoise et Versailles, la réouverture d'un tronçon de la ligne est étudiée, entre Saint-Germain-en-Laye-Grande-Ceinture et Noisy-le-Roi.
Le projet initial prévoit la desserte radiale des gares de la Grande Ceinture à partir de la ligne de Saint-Cloud à Saint-Nom-la-Bretèche, avec une desserte en alternance de part et d'autre de Saint-Nom-la-Bretèche. Les missions terminus Saint-Nom-la-Bretèche seraient étendues jusqu'à Saint-Germain-en-Laye-Grande-Ceinture par le raccordement du Jouet-d'Eau reconstruit pour l'occasion avec la gare de Saint-Nom-la-Bretèche, et les missions alors terminus Marly-le-Roi seraient prolongées sans arrêt jusqu'à Noisy-le-Roi par le raccordement de la Route-Rusée, également rétabli avec un saut-de-mouton pour la voie 2 afin d'éviter tout cisaillement. Le projet est déclaré d'utilité publique par décret du 29 décembre 1993, mais à la suite d'un recours en Conseil d'État d'associations de riverains de L'Étang-la-Ville, soutenu par la commune, contre le saut-de-mouton prévu, le dossier est suspendu. Trois années plus tard, le recours est rejeté,, mais les élus locaux favorables au projet soutiennent alors une liaison uniquement de type tangentielle, sans jonction avec la ligne de Saint-Cloud à Saint-Nom-la-Bretèche hormis un simple raccordement de service à voie unique, limitant ainsi la contestation des associations de riverains. Prévu initialement pour une ouverture en 1996, le tronçon rouvre finalement avec huit années de retard, fin 2004, et n'offre qu'une simple correspondance avec la ligne de Saint-Cloud à Saint-Nom-la-Bretèche dans cette dernière gare.
Lors de la mise au point du projet EOLE, devenu la ligne E du RER, la première étape consiste à prolonger les voies de la banlieue de Paris-Est jusqu'au secteur de la gare Saint-Lazare par un nouveau tunnel sous Paris, section ouverte en 1999. La seconde étape envisage le prolongement du tunnel jusqu'à la gare de Pont-Cardinet, et la jonction de la ligne avec les voies du groupe II, en direction de Versailles-Rive-Droite et Saint-Nom-la-Bretèche ainsi, au-delà, que des gares de la Grande ceinture Ouest par les jonctions alors prévues. Mais ce projet initial a été abandonné en 2009, le projet se réorientant vers une desserte plus directe du quartier de La Défense. Le nouveau projet comporte la création d'un tunnel directement vers le quartier d'affaires et une jonction à Nanterre avec les voies du groupe V, en direction de Mantes-la-Jolie, qui permettrait de soulager plus efficacement la ligne A du RER. Les lignes constituant le groupe II ne font en conséquence plus vraiment l'objet d'aucun projet d'envergure et ne devraient connaître que peu d'évolution significative de l'infrastructure durant les années 2010.

## Caractéristiques

### Tracé
Tracée sur les coteaux de la Seine, la ligne présente une succession de courbes, descendant jusqu'à 400 mètres de rayon, et un profil en dents de scie, avec des rampes atteignant 15 ‰ (ou mm/m), en particulier dans la rampe de 3,5 kilomètres depuis Saint-Cloud vers le tunnel de la Marche à Vaucresson, point culminant de la ligne (142 mètres).
La ligne se débranche de celle de Paris-Saint-Lazare à Versailles-Rive-Droite au sud de la gare de Saint-Cloud. Après le tunnel de Montretout, long de 179 m, les voies se situent en tranchée ; au-dessus de la sortie du tunnel, on peut encore observer un blockhaus, de même que sur le talus côté impair. Puis, la ligne se sépare de celle de Versailles-Rive-Droite, mais aussi de la voie paire de la ligne de Saint-Nom, pour éviter tout cisaillement d'itinéraires, et s'éloigne pendant quelques centaines de mètres de l'autoroute de Normandie (A 13). La voie impaire, vers Saint-Nom-la-Bretèche, accuse une courbure assez forte et une rampe de 12 à 15 ‰. Après être passée au-dessus de la ligne de Versailles-Rive-Droite et de la route départementale 985, elle enjambe l'autoroute de Normandie grâce à un pont, puis rejoint la voie paire avant la gare de Garches - Marnes-la-Coquette. Dans le sens inverse, la voie paire longe l'autoroute A13 en accusant une pente de 21 ‰, une des plus fortes de la région.

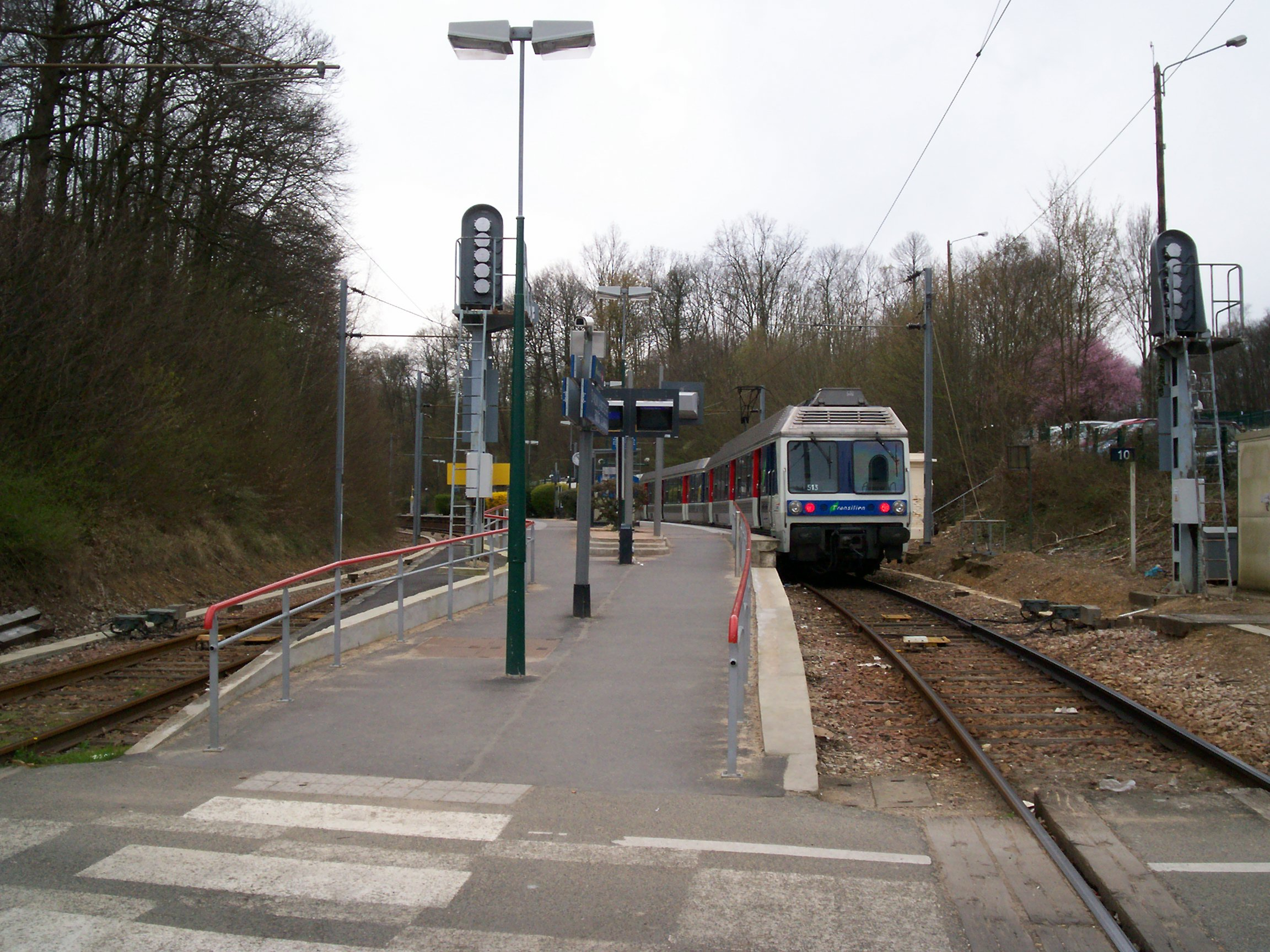
Le quai du terminus de la ligne, à la gare de Saint-Nom-la-Bretèche - Forêt de Marly, vu en direction de Paris en avril 2006.

À la sortie de cette gare, la ligne coupe un axe routier donnant accès au parc de Saint-Cloud, grâce au deuxième passage à niveau depuis Paris (PN 4 de Garches, le premier, PN 1 bis, se situe 100 m en aval de la bifurcation, soit environ 1 000 m après Saint-Cloud). Un long faux plat (rampe de 15 ‰) aboutit au tunnel de la Marche, long de 83 mètres. Auparavant, la ligne était passée sous la route départementale 407, qui elle-même passe sous l'autoroute de Normandie que la ligne longe sur plusieurs kilomètres,.
Après la gare de Vaucresson, la ligne amorce une première pente et passe sous un pont routier supérieur qui remplace un ancien passage à niveau au croisement de la route départementale 907. Après 250 mètres, se présente le tunnel du Butard (286 m) après lequel la ligne poursuit sa descente en pente de 15 ‰. Une fois la gare de La Celle-Saint-Cloud passée, la ligne est en remblai et coupe la route départementale 128 par un pont ferroviaire. Ensuite, la ligne dessert la gare de Bougival, puis celle de Louveciennes avant de reprendre son ascension en rampe de 15 ‰. Avant le tunnel de Louveciennes (159 m), elle rencontre un ancien passage à niveau (PN 6 de Louveciennes), que les piétons seuls pouvaient utiliser (portillons), avant sa fermeture en août 2020, grâce à un cheminement métallique antidérapant leur permettant de traverser les voies.
Après le tunnel, le tracé amorce une nouvelle pente atteignant 15 ‰ puis atteint le viaduc de Marly long de 270 m en pente de 10 ‰. La ligne atteint alors la gare de cette localité, terminus intermédiaire doté de trois voies à quai, dont une en tiroir. Peu après cette gare, se trouve le quatrième passage à niveau du tracé  (PN 7 de Marly), suivi du cinquième (PN 8 de Marly), avant la gare de L'Étang-la-Ville, sur un tronçon de nouveau en rampe de 11 à 13 ‰.
À partir de cet arrêt, la ligne s'enfonce dans la forêt de Marly et dessert la gare de L'Étang-la-Ville, avant d'aborder une courte pente de 10 ‰ puis une rampe atteignant 15 ‰. Elle parvient alors à la gare de Saint-Nom-la-Bretèche - Forêt de Marly, son terminus, débouchant sur un dernier passage à niveau. On distingue, côté impair, la ligne de la grande ceinture de Paris à laquelle la ligne se raccorde par une voie unique ; le parcours à effectuer pour changer de train, si l'on veut emprunter ceux de cette dernière ligne (rouverte depuis le 12 décembre 2004), est de l’ordre de 30 mètres.

### Ouvrages d'art
L'implantation de la ligne à flanc de coteau, sur le relief relativement accidenté de l'ouest parisien, a nécessité la construction de nombreux ouvrages d'art, malgré un parcours de seulement quinze kilomètres. À l'ouverture de la ligne, le tracé compte trois tunnels, dix-huit passages inférieurs, six supérieurs ainsi qu'une passerelle.
Les plus importants ouvrages sont constitués par les tunnels de La Marche (83,24 m) et du Butard (285,40 m) à Vaucresson, suivis du tunnel de Louveciennes (159,10 m), qui précède le viaduc de Marly, long de 282,86 m. Ce dernier, en médiocre état et provoquant des plaintes des riverains en raison de chutes d'éléments dans les jardins et sur les maisons, a fait l'objet d'importants travaux durant l'année 2013, avec une réparation de la structure métallique et le remplacement de rivets, au cours desquels devait disparaître une signalisation, très rare en Île-de-France, limitant la vitesse des trains de fret à 10 km/h. Un programme de rénovation pour le remplacement du tablier du viaduc s'est déroulé entre le printemps 2017 et juillet 2018, avec conservation des appuis (piles et culées),.

Ouvrages d'art successifs de la ligne depuis Saint-Cloud
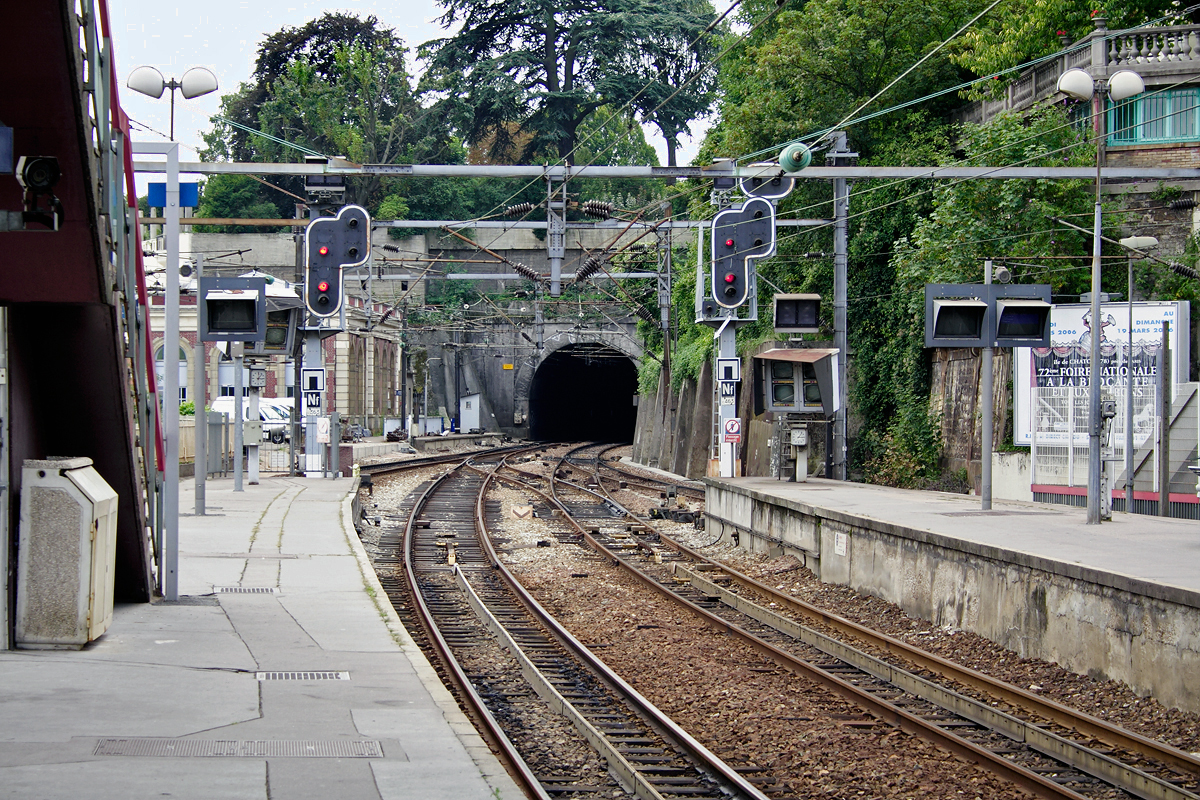
Entrée nord du tunnel de Montretout depuis la gare de Saint-Cloud.
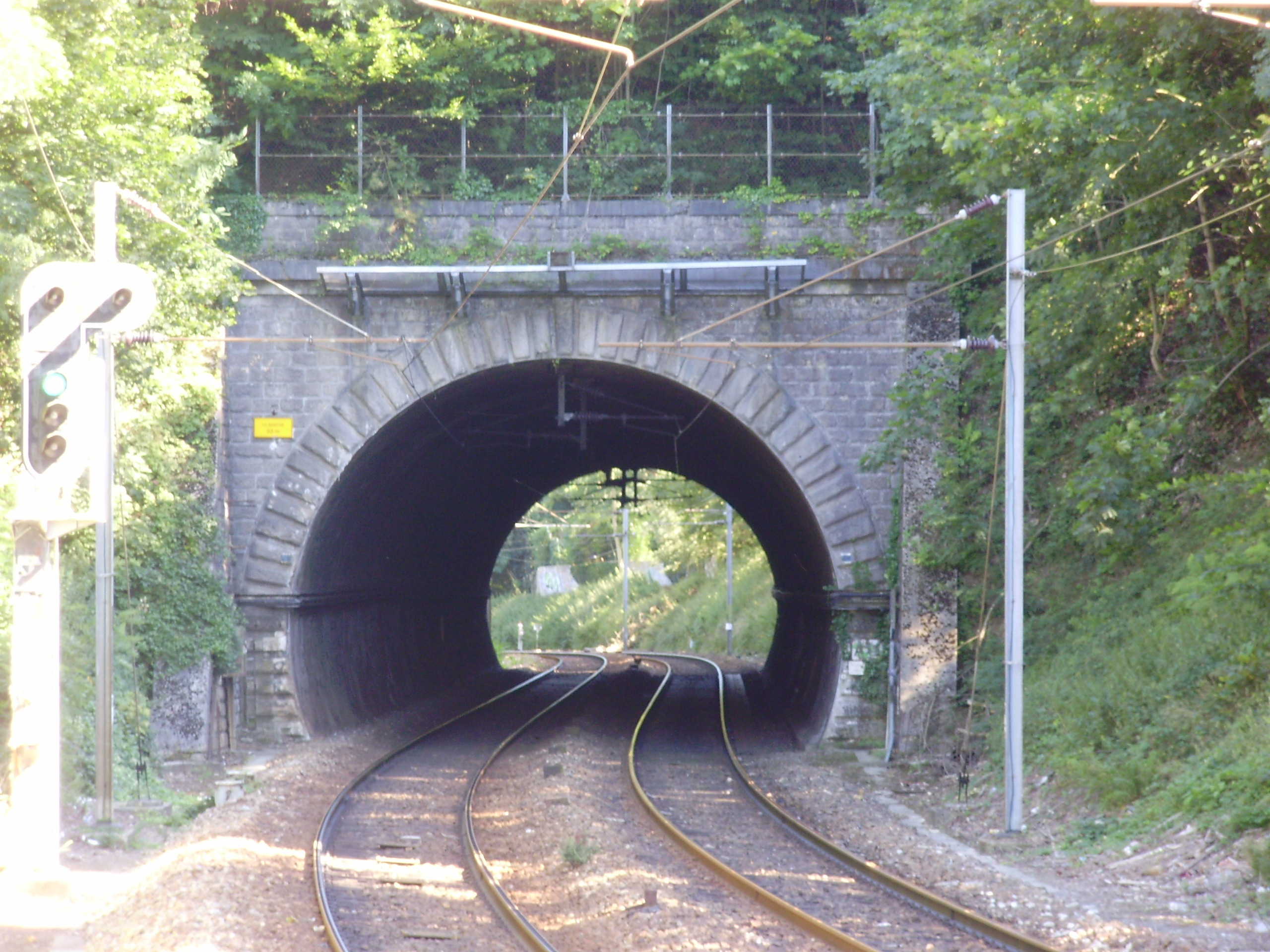
Entrée nord-ouest du tunnel de La Marche, vue depuis un quai de la gare de Vaucresson.
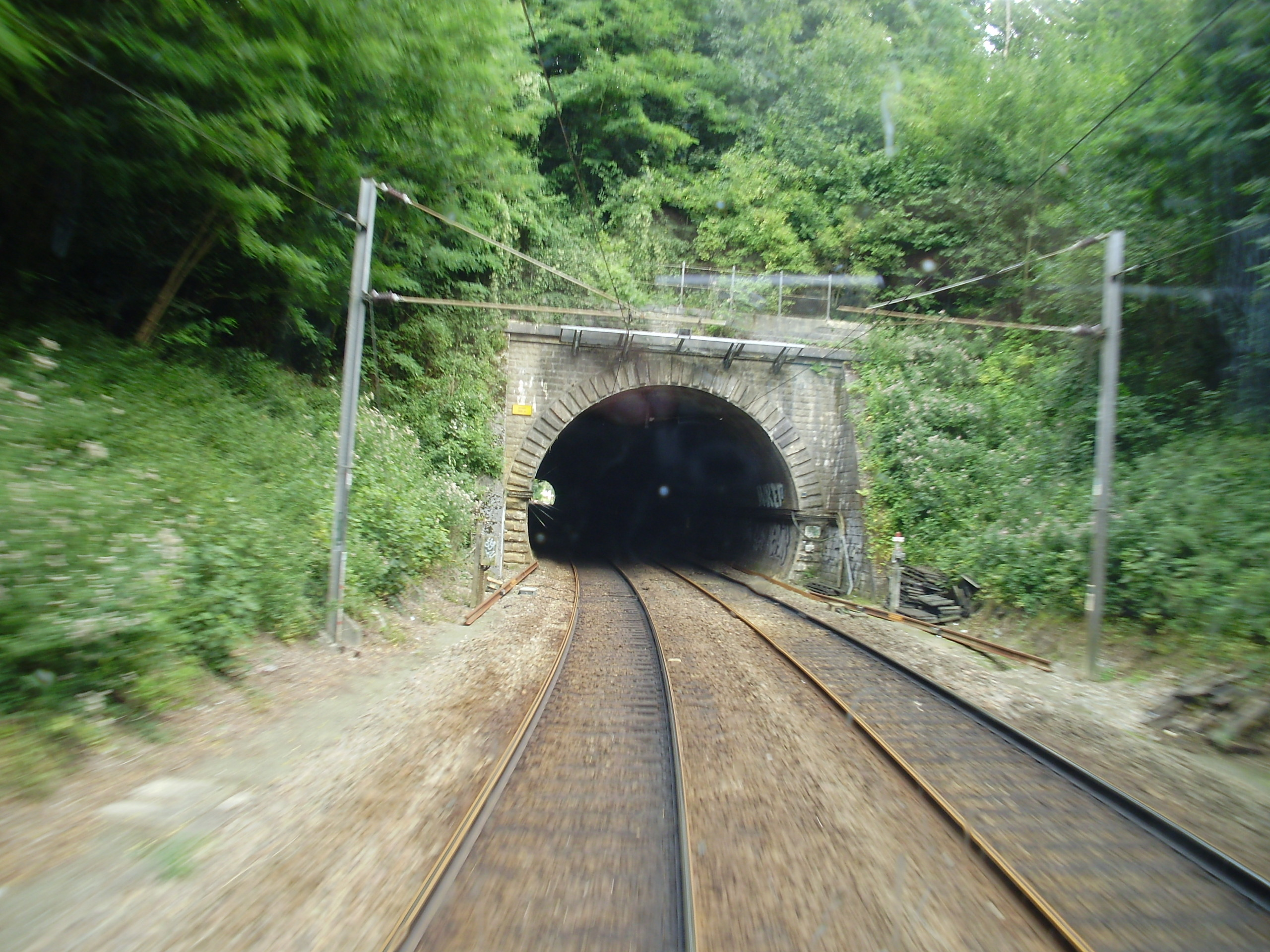
Entrée nord-ouest du tunnel du Butard, vue depuis la cabine d'une rame Z 6400 se dirigeant vers Paris-Saint-Lazare.
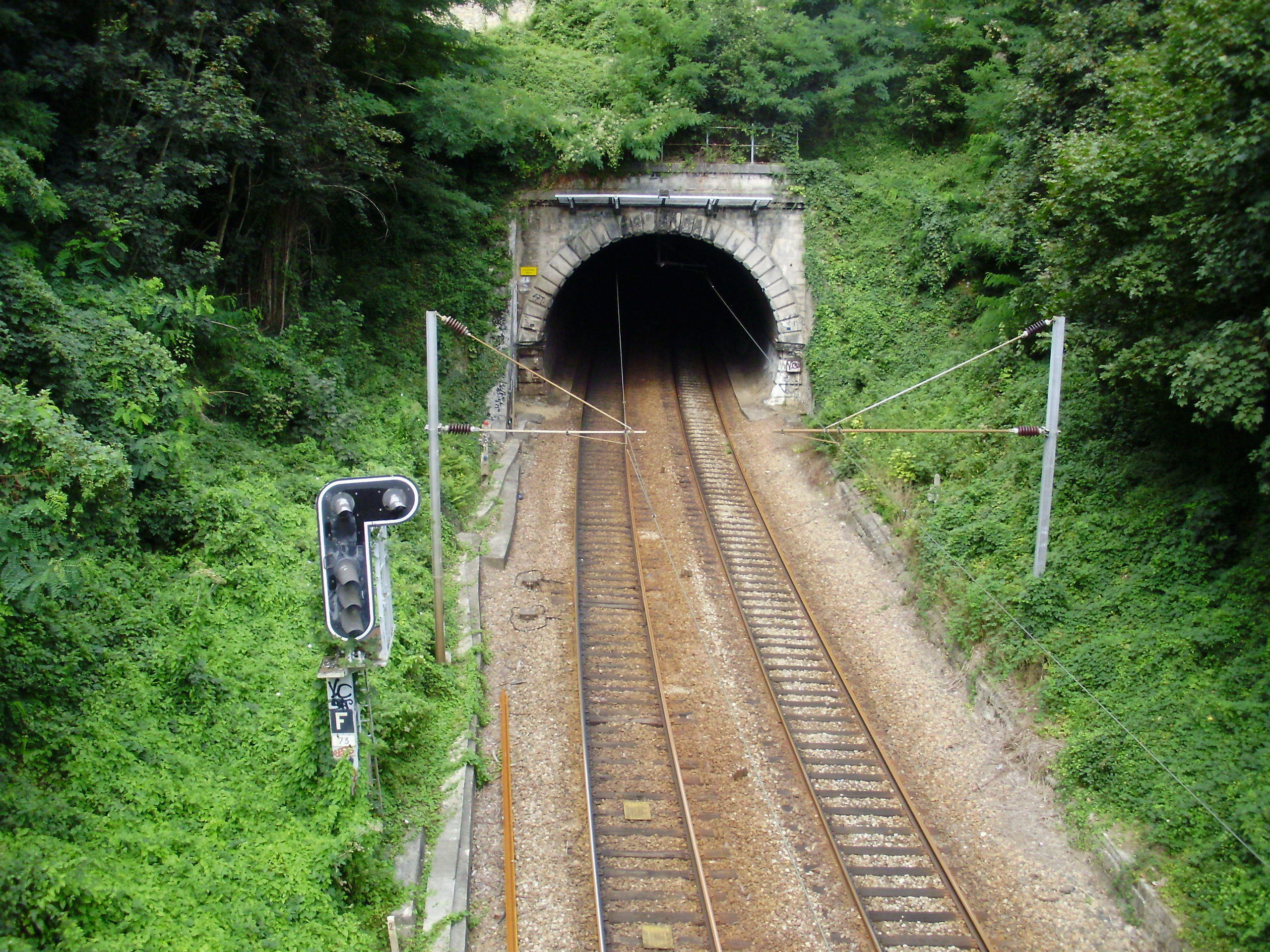
Entrée sud-est du tunnel de Louveciennes.
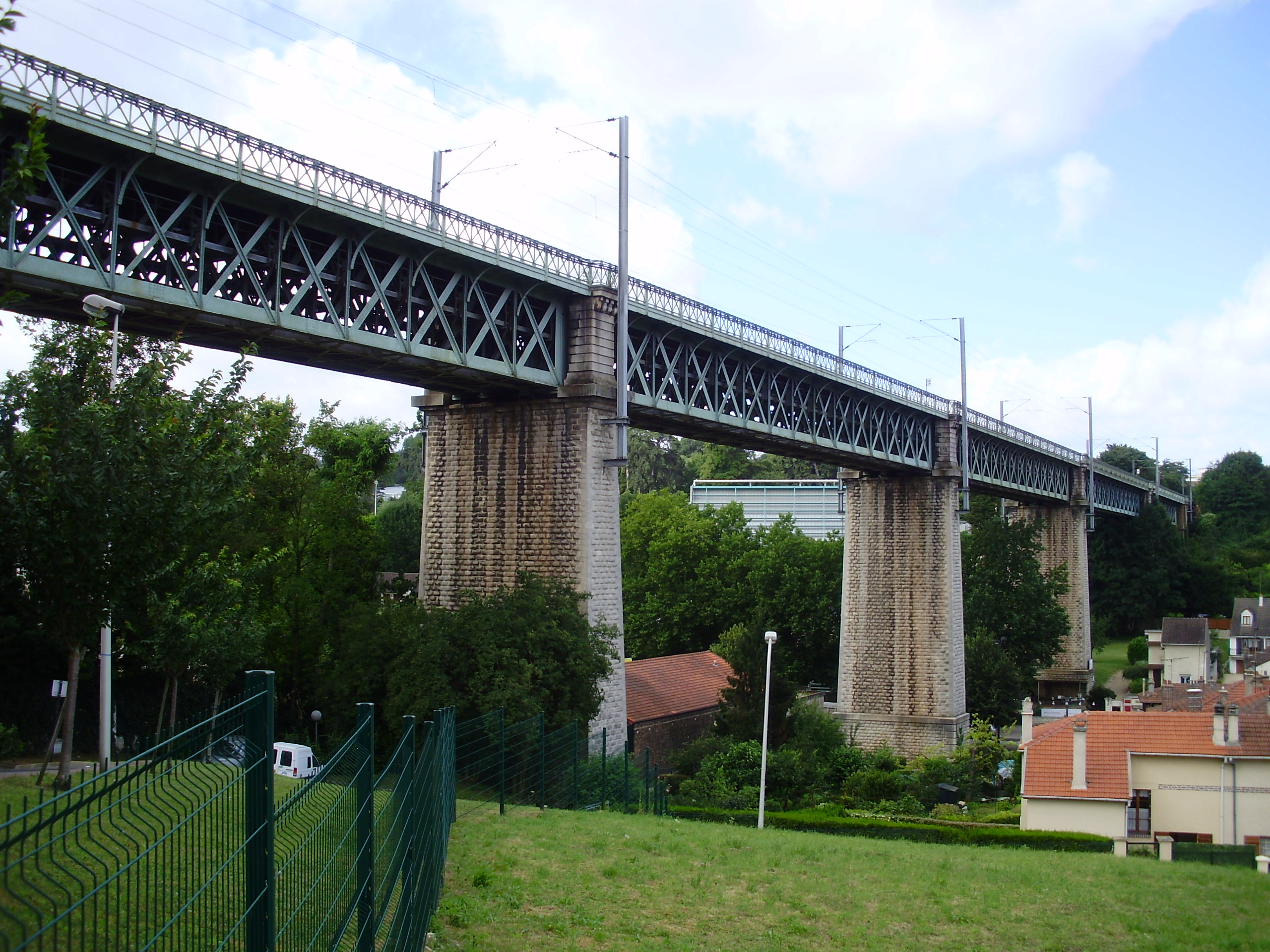
Le viaduc ferroviaire de Marly-le-Roi depuis un chemin latéral au nord du viaduc (avant 2018).

### Équipement
La ligne à double voie est équipée d'installations permanentes de contre-sens (IPCS) jusqu'à la gare de Marly-le-Roi. Elle est électrifiée comme tout le réseau Saint-Lazare en 25 kV-50 Hz monophasé mais dotée d'un simple fil trolley régularisé sur l'essentiel du parcours au-delà de la gare de Garches - Marnes-la-Coquette, équipée du block automatique lumineux (BAL), du contrôle de vitesse par balises (KVB) et d'une liaison radio sol-train sans transmission de données avec identification.
Au début du XXe siècle, la ligne compte quinze passages à niveau (PN), mais la plupart ont été depuis progressivement supprimés. En 2014, seuls quatre subsistent, à Garches (no 4, PK 16,925), Marly-le-Roi (no 7, PK 26,050 et no 8, PK 26,888) et Saint-Nom-la-Bretèche (no 10, PK 30).

### Vitesse limite
La vitesse limite de la ligne en 2015 pour les automotrices et trains V 120 dans le sens normal de circulation est de 90 km/h ; toutefois, les trains de certaines catégories, comme les trains de marchandises, sont soumis à des limites plus faibles. Les trains de marchandises et de messageries sont limités à la vitesse de 10 km/h sur le viaduc de Marly (PK 25,466),,.

## Exploitation

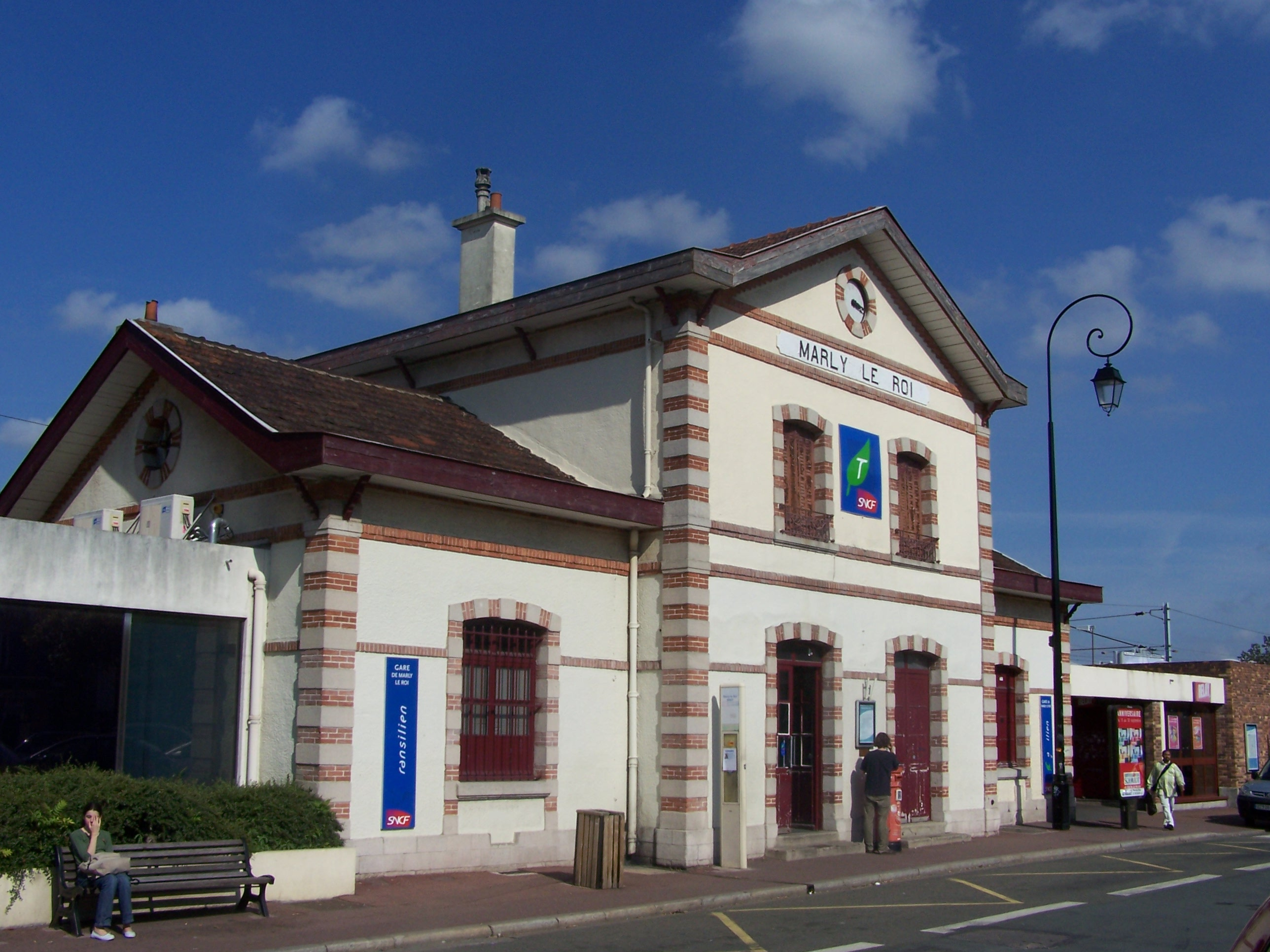
La gare de Marly-le-Roi.

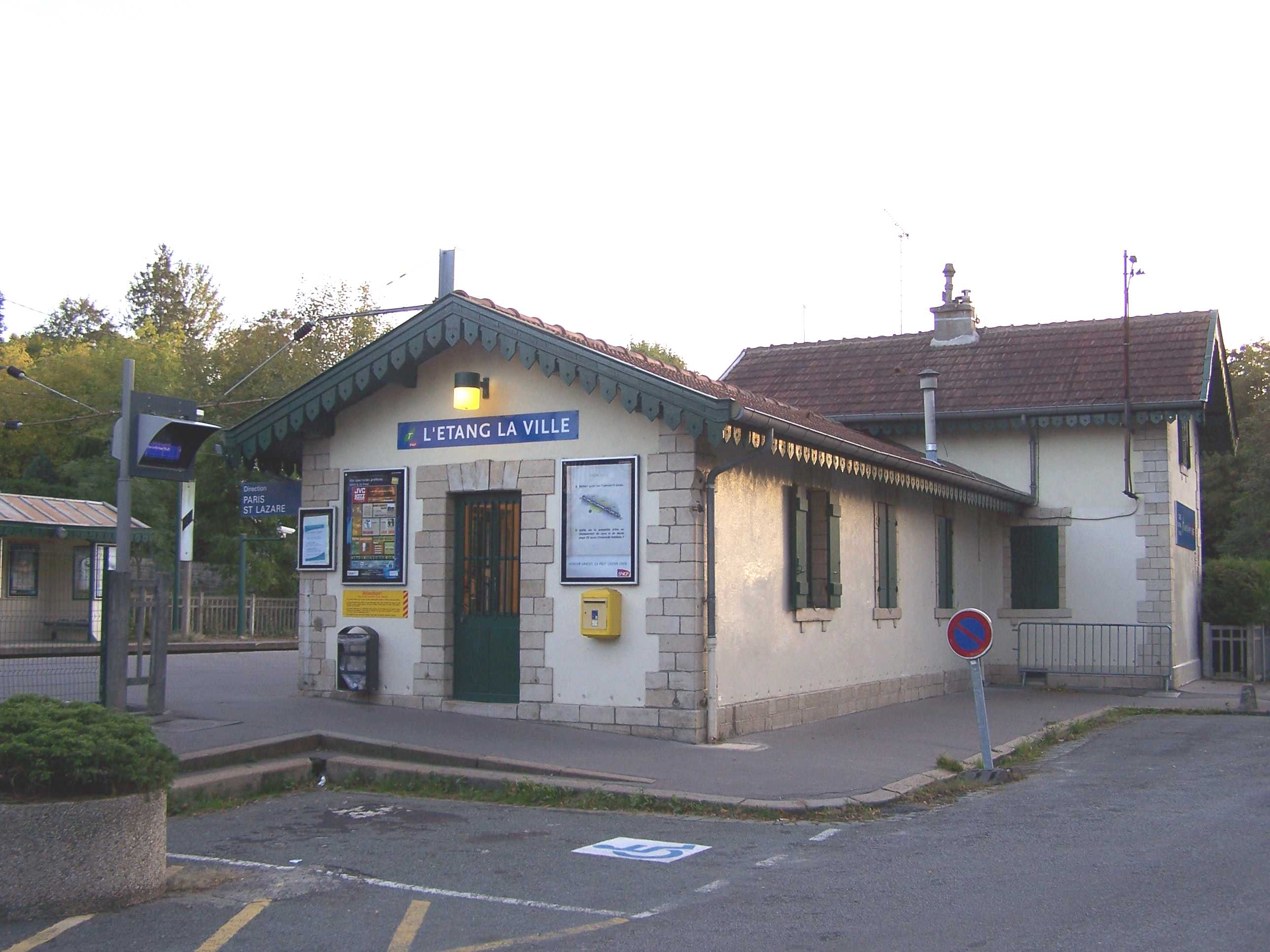
La gare de L'Étang-la-Ville.

### Trafic des voyageurs

#### Des origines auXXIesiècle
La ligne est une ligne de banlieue exploitée par la SNCF depuis 1938. Il n'y a pas de circulations de trains de grandes lignes ni de trafic de fret, celui-ci ayant cessé à la fin des années 1970. Son profil est assez difficile et ne favorise pas ces types de circulations (ligne sinueuse et avec une déclivité importante).
Lors de l'ouverture de la ligne en mai 1884, de huit à onze trains de voyageurs circulent par sens : cinq trains, huit les dimanches et fêtes, assurent une desserte omnibus ou semi-directe de Paris à Marly-le-Roi, avec un temps de parcours entre terminus de 53 minutes à 1 h 5 min. Par ailleurs, trois trains quotidiens parcourent une boucle en 2 h 55 min à partir de Paris-Saint-Lazare via Saint-Cloud, L'Étang-la-Ville, puis la ligne de Grande Ceinture par Noisy-le-Roi et Versailles-Chantiers, avec un retour par Saint-Cloud via le raccordement de Viroflay, service commun de la Compagnie de l'Ouest et du Syndicat du chemin de fer de Grande Ceinture. Mais le nombre de voyageurs empruntant la ligne de la Grande Ceinture ne répond pas aux résultats escomptés et les trains circulaires cessent de circuler dès le 31 octobre 1884.
En 1889, la Compagnie de l'Ouest informe le Syndicat de la Grande Ceinture de sa volonté de faire circuler des trains circulaires selon un nouvel itinéraire, à partir de Paris-Saint-Lazare via Saint-Cloud, L'Étang-la-Ville, puis Saint-Germain-Grande-Ceinture et Saint-Germain-en-Laye par le raccordement reliant les deux gares de la ville, les trains regagnant leur point de départ par la ligne de Paris-Saint-Lazare à Saint-Germain-en-Laye. Cet itinéraire est rendu possible par la réalisation à L'Étang-la-Ville du raccordement nord vers la Grande Ceinture, dit du Jouet-d'Eau. Ce nouveau service est inauguré le 8 juillet 1889. En 1900, la compagnie retente la mise en circulation de trains circulaires via Versailles, mais fait face à un nouvel échec commercial.
La Compagnie de l'Ouest assure les dessertes avec des locomotives à vapeur telles que les 030 T Ouest série 3531 à 3602, tractant des voitures à compartiments et des voitures à impériale ouverte, puis fermée à partir de la fin du XIXe siècle, qui font l'objet d'un mécontentement croissant de la part des voyageurs qui critiquent la vétusté du matériel roulant. En 1907, ce type de voiture représente encore 60 % du parc banlieue de la Compagnie (hors matériel électrique). En 1931, les voitures à impériale ouverte disparaissent définitivement du réseau de la banlieue Ouest lors de la mise en service de l'électrification de la ligne de Saint-Cloud à Saint-Nom-la-Bretèche. En 1933, l'État possède encore quarante voitures à impériale fermées. En mars 1931, à la fin de la traction vapeur, environ un train par heure et par sens relie Paris-Saint-Lazare à Saint-Nom-la-Bretèche en une heure, la vitesse commerciale n'ayant connu aucune évolution en 48 années.
L'électrification de la ligne par troisième rail et la mise en service des rames Standard au service d'été 1931 améliorent considérablement les temps de parcours, le trajet entre Paris et Saint-Nom tombant à 45 minutes. Toutefois, l'offre ne connaît aucune évolution, avec toujours un train par heure et par sens de bout en bout. La faible puissance électrique délivrée par les sous-stations de Saint-Cloud et de Marly-le-Roi limite la composition des rames Standard de 4e et 5e série à trois éléments, soit six voitures. Dans les dernières années de l'exploitation par troisième rail, la composition est portée à quatre éléments soit huit voitures.
L'électrification par caténaire et l'arrivée des Z 6400 en 1978 apporte une nouvelle amélioration du temps de trajet à 32 minutes. Ce temps de parcours a néanmoins augmenté de cinq minutes à partir des années 2000, avec la mise en place d'une détente horaire par l'exploitant en raison de la hausse régulière de trafic qui allonge les temps de stationnement en gare.

#### Desserte actuelle

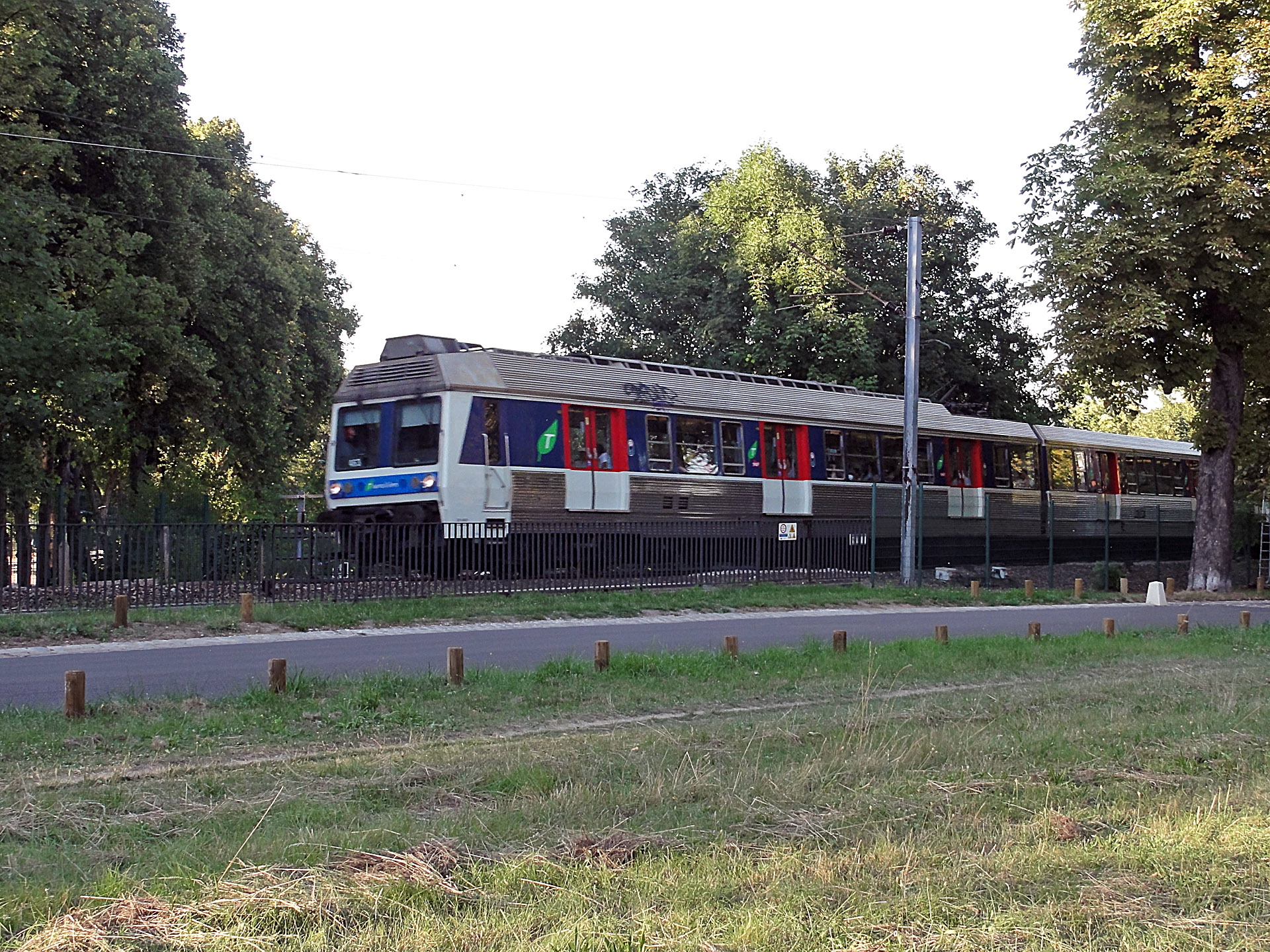
Un élément Z 6400 traverse le parc de Saint-Cloud en direction de Saint-Nom-la-Bretèche - Forêt de Marly.

En 2014, la ligne est desservie à raison d'un train toutes les sept à huit minutes aux heures de pointe (un sur deux en alternance ayant pour terminus Marly-le-Roi) et un train à la demi-heure aux heures creuses. Tous les trains sont en provenance ou à destination de Paris-Saint-Lazare. Toutes les circulations sont omnibus entre Saint-Cloud et Saint-Nom-la-Bretèche - Forêt-de-Marly, mais semi-directes entre Paris et Saint-Cloud, hormis en extrême matinée ou soirée. Le temps de parcours moyen entre Saint-Cloud et Saint-Nom-la-Bretèche est de 23 minutes, et de 38 minutes depuis Paris-Saint-Lazare.
Depuis 2016, la desserte est passée à un train toutes les 15 min aux heures creuses (sauf le dimanche, avec un train toutes les 30 min) ; tous les trains desservent tout le parcours jusqu'à Saint-Nom-la-Bretèche.
Les automotrices Z 6400 assurent la desserte depuis leur introduction sur la ligne à la fin des années 1970. Ce matériel performant et fiable a fait l'objet d'une modernisation au début des années 2000, mais son âge a fait envisager son remplacement par Île-de-France Mobilités à partir de 2017.
Le 11 décembre 2013, le Syndicat des transports d'Île-de-France (STIF), au cours de son conseil d'administration, a validé l'acquisition de dix-neuf rames Z 50000 (Francilien), pour équiper les lignes de Versailles-Rive-Droite et l'antenne de Saint-Nom-la-Bretèche (groupe II), en remplacement d'une partie des éléments Z 6400.
Entre le 3 septembre 2018 et le 4 novembre 2020, les rames Z 50000 ont progressivement remplacées l'ensemble des rames Z 6400.
La ligne est située dans les zones 3 (Garches), 4 (Vaucresson à Marly-le-Roi) et 5 (L'Étang-la-Ville et Saint-Nom-la-Bretèche) de la tarification des transports en commun d'Île-de-France. En 2003, le nombre de voyageurs entrants quotidiens un jour ouvré se situe entre 700 à L'Étang-la-Ville et 11 100 à la gare de bifurcation de Saint-Cloud. Les gares de Garches - Marnes-la-Coquette, Vaucresson, La Celle-Saint-Cloud et Marly-le-Roi voient chacune transiter de 2 500 à 4 400 voyageurs entrants quotidiens, les quatre autres du parcours ne voyant transiter que de 700 à 1 800 voyageurs par jour.
À l'image des autres branches de la ligne L du Transilien, cet axe situé en antenne sur la ligne de Paris-Saint-Lazare à Versailles-Rive-Droite relie Paris et les quartiers d'affaires de proche banlieue à des zones à caractère essentiellement résidentiel. Ainsi, les voyageurs de la ligne L dans son ensemble sont à 91 % des habitués qui effectuent des trajets de type domicile – travail ou scolaire, et à 9 % seulement des voyageurs occasionnels.
En 1986, un TGV PSE, affrété par une association pour la visite des Hospices de Beaune, a effectué un parcours aller-retour au départ de Garches ; un 2e TGV a effectué un parcours au départ de Marly-le-Roi la même année[réf. nécessaire].[pertinence contestée]

### Trafic des marchandises
Située dans une banlieue à caractère résidentiel, dépourvue d'industrie et comptant peu de zones agricoles, la ligne n'a jamais connu de trafic de marchandises significatif. En 1893, les cinq gares de la ligne cumulées n'expédient que 2 500 tonnes de marchandises mais en réceptionnent 63 000 tonnes. La même année, la gare au plus fort trafic, celle de Garches, expédie 820 tonnes de marchandises et en réceptionne 40 336 tonnes. Ce trafic diminue rapidement et dès 1911, seul un train aller-retour quotidien de marchandises subsiste entre Saint-Cloud et Bougival. En 1973, la gare de Vaucresson est fermée au trafic de marchandises, Marly n'expédie qu'un seul train vers La Folie et Garches expédie 2 822 tonnes et réceptionne 11 177 tonnes.
À partir de 1973, une seule desserte journalière subsiste entre La Folie-Marchandises et Marly-le-Roi ; elle assure des livraisons de boissons sur les sites de Garches, Bougival (fermé au début des années 1980) et Louveciennes.
Depuis 1989, la desserte a été supprimée : les voies de débord ont fait place à des parkings (site de Louveciennes), à des espaces libres jouxtant des immeubles d'habitation récents (Garches).

## Lieux desservis

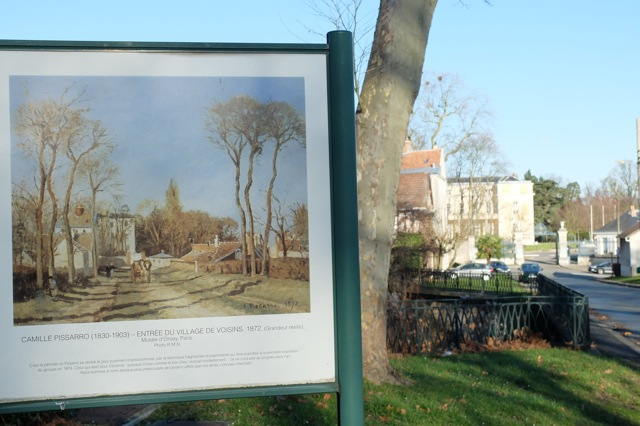
« Entrée du village de Voisins » peint par Camille Pissarro en 1872 et représenté dans son cadre. La ligne ferroviaire est construite en tranchée à ce niveau.

La ligne dessert plusieurs lieux et monuments notables de l'ouest parisien.
Elle traverse dès son origine le parc de Saint-Cloud, vaste ensemble de 460 hectares dont le château a été incendié lors de l'occupation prussienne en 1870 et détruit en 1892. Elle traverse ensuite la forêt de Fausses-Reposes, forêt domaniale d'une superficie de 616 hectares, puis atteint Bougival, qui abritait en bord de Seine la machine de Marly alimentant en eau le parc de Versailles. La ligne dessert alors l'ancien village de Louveciennes, où se situe l'aqueduc, élément de l'alimentation en eau de Versailles, et le château de Madame du Barry. À Marly-le-Roi se situe le domaine national de Marly-le-Roi, lieu de villégiature pour Louis XIV mais dont le château a été également détruit au début du XIXe siècle. Subsiste le parc avec les célèbres chevaux de Marly de Coysevox, copies, avec ceux marquant l'entrée des Champs-Élysées, des originaux aujourd'hui situés au musée du Louvre. Dans le parc, le musée promenade de Marly - Louveciennes évoque l'histoire du domaine et de la machine. La ligne dessert finalement la forêt de Marly, forêt domaniale d'une superficie de 2 000 hectares située sur les hauteurs dominant la vallée de la Seine.
Neuf communes de la région, dont Bougival, Louveciennes et Marly-le-Roi, ont créé un label « Pays des Impressionnistes » destiné à valoriser leur patrimoine culturel. Dans ce secteur fréquenté par les impressionnistes à la fin du XIXe siècle, des plaques émaillées représentant les toiles sont placées dans leur cadre le long du chemin des Impressionnistes et permettent de comparer la vision des peintres et les évolutions du paysage en un siècle.